# Kurt Schmitt
Kurt Paul Schmitt (Heidelberg, 7 ottobre 1886 – Heidelberg, 2 novembre 1950) è stato un economista e politico tedesco.

## Biografia
Laureato in giurisprudenza nel 1911, lavorò come assicuratore presso l'azienda Allianz AG e nel 1914 fu arruolato nell'esercito per combattere la prima guerra mondiale, venendo congedato nel 1917 col grado di capitano. Nel dopoguerra tornò a lavorare nella Allianz, entrando nel consiglio d'amministrazione nel 1919 (consiglio di cui fu presidente dal 1921 al 1933): si fece la fama d'essere uno dei più capaci leader nel settore assicurativo della repubblica di Weimar.
Sia Schmitt che il direttore Eduard Hilgard legarono l'Allianz al nazismo, ancor prima che il NSDAP prendesse il potere: già dal 1930 infatti erano noti i suoi legami con Hermann Göring. L'Allianz concesse generosi prestiti al Partito Nazista e Schmitt rifiutò gli incarichi ministeriali che Heinrich Brüning e Franz von Papen gli avevano offerto.

## L'adesione al nazismo e il ministero
Nel 1931 Schmitt divenne presidente della Stuttgart Social Insurance Corporation, aumentando ancor di più il proprio prestigio. Il 18 dicembre del 1932 egli partecipò al meeting degli "Amici dell'Economia" (o "Circolo dei Dodici") di Berlino, in cui ufficializzò la propria adesione al nazismo. Durante la campagna elettorale del 1933, egli si iscrisse al partito (tessera 2 651 252) a cui donò 10.000 marchi e divenne presidente della Camera di Commercio di Berlino.
Kurt Schmitt era convinto che Adolf Hitler fosse un grande statista, tuttavia riteneva che col passare del tempo si sarebbe allineato a posizioni più classicamente conservatrici e meno estremiste. Egli era, già prima dell'alleanza coi nazisti, antisemita ma in una maniera particolare che Gerald D. Feldmann definisce così: "Schmitt era convinto che gli ebrei fossero sovrarappresentati nel mondo delle professioni accademiche, e che il loro ruolo nella politica, nel diritto e nelle arti doveva essere molto limitato, se non eliminato del tutto. Egli ritenne tuttavia che essi avevano diritto a un posto nella vita economica tedesca, e affermò che non v'era nessuna questione ebraica nell'economia".
Il 30 giugno del 1933 Schmitt viene nominato Ministro dell'Economia del Terzo Reich succedendo ad Alfred Hugenberg e in seguito gli viene data la tessera onoraria delle SS. Nell'agosto dello stesso anno assume la funzione di plenipotenziario prussiano governo del Reich e in ottobre divenne presidente del Consiglio di Stato prussiano. Inoltre l'Accademia tedesca della legge lo accettò come membro.
Il 13 marzo del 1934 Schmitt presentò un progetto di legge economica che prevedeva un maggior controllo dello Stato sulle imprese: ciò provocò delle proteste da parte dei grandi industriali. Il 28 giugno, mentre stava difendendo il suo provvedimento, ebbe un attacco di cuore e crollò per terra: per riprendersi fu necessario un lungo periodo di riposo, durante il quale Hitler ne approfittò per licenziarlo e sostituirlo con Hjalmar Schacht.

## Ultimi anni
Tornato in salute, divenne presidente del consiglio di vigilanza della Allianz e della Deutsche Continental Gasgesellschaft. Il 15 settembre del 1935 venne nominato da Himmler brigadeführer delle SS (ciò avvenne anche perché egli lo aveva finanziato economicamente) e dal 1937 al 1945 guidò la Münchener Rückversicherung AG. Fino al termine della seconda guerra mondiale fu posto a capo del consiglio di sorveglianza della Allianz.
Nel dopoguerra, a seguito del processo di denazificazione, perse tutti gli incarichi pubblici e fu costretto a ritirarsi a vita privata. Inizialmente egli venne visto come un "Hauptschuldiger" (letteralmente, "principale colpevole" dell'affermazione nazista) ma dal 1949 la sua posizione fu attenuata in "Mitläufer" (semplice seguace). Fu condannato a pagare un'ingente multa e le spese legali dei processi a cui fu sottoposto.